# 繁盛川
繁盛川（はんもりがわ）は、愛知県名古屋市天白区・日進市を流れる天白川水系の二級河川。

## 概要
かつては半森川と呼ばれていた。その後繁森川へと変化し、昭和50年代の区画整理時に現在の名称となった。また、下流は竹田川とも呼ばれる。
名古屋市天白区にある荒池（広久手池）に源を発し、天白区と日進市の境界線付近を北西に流れ、天白川に合流する。河川延長は全長約2.0km、流域面積は約2km²。河道は掘込河道で、護岸が整備されている。愛知県の管理である。
下流約1.1kmの区間は、1974年度から1979年度にかけて名古屋市による護岸整備、河道掘削などが行われた。また、天白川合流点から二級河川上流端までの区間は河川整備計画の対象区間となっている。

## 地理

### 地名の由来
天白区に存在する『高瀬木』という地名は、繁盛川の洪水を防ぐため、高いせぎがあったことに由来する。また、同区に存在する『欠下』という地名は、繁盛川の洪水によって削られた土地であるということを意味する。

### 流域の周辺施設
下流から順に記載。
- 高瀬木公園
- 平針寺山公園
- 龍淵寺
- 丸根公園
- 日進市立赤池小学校
- 赤池南1号公園
- 高根山住宅

## 橋梁
下流から順に記載。
- 繁盛橋
- 寺山橋
- 平池橋
- 赤池橋
- 高根山橋
- 荒池北橋
- モチロ橋

- その他、名称不明の橋も存在する。